# Tobira wo akete
Tobira wo akete (扉をあけて? lett. "Apri la porta") è un brano musicale della cantante giapponese ANZA, pubblicato come singolo il 21 aprile 1999 dalla Victor Entertainment. Tobira wo akete è stato utilizzato come seconda sigla di apertura dell'anime Card Captor Sakura, in sostituzione del brano Catch You Catch Me.

## Tracce
CD singolo VIDL.30422
1. Tobira wo akete (扉をあけて?) - 4:41
2. Mienai chizu (見えない地図?) - 4:13
3. Tobira wo akete (Instrumental) - 4:41
4. Mienai chizu (Instrumental) - 4:13